# Membres de la Société royale du Canada, par ordre alphabétique Y
| Nom            | Année | Occupation |
| -------------- | ----- | ---------- |
| Keith Yates    | 1984  |            |
| Maurice Yeates | 1980  |            |
| Cecil Yip      | 2002  |            |
| Raymond Yong   | 1987  |            |
| Derek York     | 1985  |            |
| Cuyler Young   | 1990  |            |
| Lawrence Young | 1977  |            |
| Robert Young   | 2005  |            |
| Salim Yusuf    | 2005  |            |